# Rafael Marques Mariano
Rafael Marques Mariano (sinh ngày 27 tháng 5 năm 1983) là một cầu thủ bóng đá người Brasil.

## Sự nghiệp câu lạc bộ
Rafael Marques Mariano đã từng chơi cho Omiya Ardija.

## Thống kê câu lạc bộ

### J.League
| Đội          | Năm       | J.League | J.League | J.League Cup | J.League Cup | Tổng cộng | Tổng cộng |
| Đội          | Năm       | Trận     | Bàn      | Trận         | Bàn          | Trận      | Bàn       |
| ------------ | --------- | -------- | -------- | ------------ | ------------ | --------- | --------- |
| Omiya Ardija | 2009      | 14       | 4        | 0            | 0            | 14        | 4         |
| Omiya Ardija | 2010      | 23       | 8        | 4            | 2            | 27        | 10        |
| Omiya Ardija | 2011      | 31       | 10       | 1            | 0            | 32        | 10        |
| Omiya Ardija | 2012      | 15       | 2        | 4            | 0            | 19        | 2         |
| Tổng cộng    | Tổng cộng | 83       | 24       | 9            | 2            | 92        | 26        |